# کرد سفلی
کُردِ سُفلیٰ، روستایی از توابع بخش کرون شهرستان تیران و کرون در استان اصفهان ایران است.
نام روستایی در شهرستان تیران و کرون و استان اصفهان در 100 کیلومتری غرب اصفهان چند روایت از دلایل نام گذاری این روستا به * کُردسفلی *حکایت دارد 1-مکان قبلی این روستا بر تپه کوچکی بوده است که در زبان محلی به تپه ، گُرده می گویند وپس از تغییراتی به گردای پایین (ظل السلطان در سفرنامه خود از این روستا به نام گردای پایین یاد کرده است ) و سپس کردپایین یا همان کُردسفلی تغییر نام یافته است . 2-تعدادی از کردهای کرمانشاه در زمان صفویه برای کشاورزی به این محل که از املاک مادر شاه سلیمان صفوی بوده کوچ داده شده اند وبه همین دلیل نام *کُرد*بر آن نهاده شده است و سفلی به دلیل پایین تر بودن این روستا نسبت به روستای هم نام دیگری در نزدیک آن یعنی کردعلیاست. ۳-طبق اظهار نظر معتمدان محلی ساکنان اصلی روستا حدود ۵۰۰ سال پیش از گرجستان آمده وروستایی را در کنار چشمه شاهی(حدود ۱۰ کیلومتری غرب روستا ) بانام کرد پایه گذاری کرده اند و به کشاورزی مشغول بوده اند و سپس به این محل کوچ کرده اند و نام آن را کُردپایین (کردسفلی)نامیده اند. علت اصلی پیدایش روستا در این محل زمین های حاصل خیز و آب رودخانه چشمه شاهی که در قدیم در جنوب روستا جریان داشته بوده است.

## افراد شناخته شده
این روستا افراد با سابقه و شناخته شده ای دارد که به تعدادی از آنها اشاره می شود :
1- میرزا حسینعلی خان که در دوره قاجار می زیست و اصالتا از محله بیدآباد اصفهان بود و با بانویی تبار لاچین بیک گرجی که در زمان صفویه برای امور کشاورزی و دامداری مربوط به املاک مادر شاه سلیمان صفوی در کردپایین کوچ داده شده بود، مزدوج گشت و از کاتبان و نویسندگان دربار ظل السلطان حاکم اصفهان شد. روایت گذشتگان این روستا از شرح حال میرزا حسینعلی خان حاکی از این است که وی به دلیل تبحر و تسلط بر فن کتابت بسیار مورد توجه ظل السلطان قرار گرفت و در دربار او چنان جایگاه یافت که درباریان و سایر مکاتبان دربار بر وی رشک ورزیدند و با بدگویی و تهمت هایی که درباره این کاتب برجسته نزد حاکم اصفهان به تکرار گفتند وی را بر علیه میرزا حسینعلی خان بدگمان کردند، این حاکم ظالم نیز تحت تاثیر واقع شد و دستور داد در چشمان وی تیزاب ریختند و او را کور نمودند و از دربار  طرد نمودند. او نیز با اندک سرمایه ای که داشت به همراه خانواده به روستای پدری همسرش نقل مکان و با خرید ملک و آب، با همان چشمان نابینا به کشاورزی مشغول شد. بعدها ظل السطان که بسیاری از خاطرات و وقایع زمان او  با قلم وی ثبت شده بود به واقعیت ماجرای دروغها و تهمت های روا شده از سوی بدخواهان میرزا حسینعلی خان پی برد و از او درخواست بازگشت به اصفهان را داد که او از پذیرش این کار امتناع ورزید و تا پایان عمر در همین روستا زیست. مشهور است که وی با وجود نابینایی علاوه بر کشاورزی همچنان در کتابت قباله ها و تعهدات مابین رعایا و اهالی روستای کردسفلی و روستاهای همجوار فعالیت داشت و مورد اعتماد اهالی بود. او دو فرزند داشت که فرزند پسر او بنام ابراهیم با زهرا خانم دختر کربلایی حسین از بزرگان روستا ازدواج کرد که حاصل این وصلت چهار پسر به نامهای رضا، حسینعلی، اسماعیل و مجتبی و یک دختر به نام فرنگیس شد که فرنگیس در نوجوانی فوت نمود. ابراهیم در سال 1321 در روستای کردسفلی بدرود حیات گفت. دختر میرزا حسینعلی خان نیز هاجر نام داشت که با یکی از پسرهای خاندان ملک التجار اصفهان ازدواج کرد اما هیچگاه دارای فرزند نشدند و وی نیز در سال 1334 به علت بیماری فوت کرد.
2 - دکتر حسن محبی از دندانپزشکان باتجربه که خدمات زیادی را طی سالیان گذشته به مردم شهرستان تیران و کرون، نجف آباد و اصفهان ارائه داده است.
3- دکتر حسین محبی دامپزشک سرشناس در شهرستان تیران و کرون که اکثر دامداران استان اصفهان او را می شناسند و به طبابت های وی اعتماد دارند.
4- مهندس محمد محبی برادر دکتر حسن محبی که در زمینه های فنی دارای تجارب و فعالیتهای زیادی است و در حال حاضر در شرکت بزرگ ذوب آهن اصفهان مشغول به خدمت است.
5- دکتر مهدی محبی از چهره های سرشناس روستای کردسفلی است که سالها فعالیتِ روزنامه نگاری به عنوان خبرنگار و مدیریت رسانه و همچنین مدیریت در شورای اسلامی شهر اصفهان و سازمان بهزیستی استان اصفهان را تجربه کرده است و هم اکنون سمت معاونت مشارکت های مردمی، توسعه ظرفیت‌های اجتماعی و فرهنگی اداره کل بهزیستی استان اصفهان را عهده دار است. وی همچنین مدیرمسئول پایگاه خبری و تحلیلی تفسیر شهر است و از اعضای مؤثر انجمن آسیب‌شناسی اجتماعی نیز محسوب می شود.
6- مهندس مرتضی محبی از مهندسان حوزه های فنی و مکانیک که در شرکتهای معتبر استان اصفهان دارای اعتبار و جایگاه است.

## جمعیت
این روستا در دهستان کرون علیا قرار دارد و براساس سرشماری مرکز آمار ایران در سال1390، جمعیت 864نفر, 228خانوار) بوده‌است.